# Gambie
Pour les articles homonymes, voir Gambie (homonymie).
Ne doit pas être confondu avec la Zambie.
République de Gambie
(en) Republic of The Gambia 
La Gambie, en forme longue la république de Gambie (en anglais : Gambia ou The Gambia, et Republic of The Gambia), est un pays d'Afrique de l'Ouest.
Longue bande de terre sinueuse s'étirant sur plus de 320 km le long du fleuve Gambie, la Gambie est complètement enclavée dans le Sénégal au nord, au sud et à l'est. Elle est bordée à l'ouest par l’océan Atlantique où  se situe l'embouchure du fleuve Gambie. Ces limites correspondent au cours et à la vallée peu profonde du fleuve Gambie qui coule d'est en ouest à travers le pays. Sa superficie est de 11 300 km2 (c'est le pays d'Afrique continentale ayant la plus petite superficie), pour une population d'un peu plus de deux millions d'habitants (estimation 2018). Banjul est la capitale et les plus grandes villes sont Serrekunda et Brikama.
La Gambie partage des racines historiques avec les autres pays d’Afrique de l'Ouest qui ont connu la pratique de la traite des esclaves. Le commerce des esclaves est à l'origine de la mise en place et de la tenue d'une colonie sur le fleuve Gambie ; d'abord par les Portugais, époque au cours de laquelle le pays s'appelle « A Gâmbia », et plus tard par les Britanniques. En 1965, la Gambie obtient son indépendance du Royaume-Uni.
Depuis la proclamation de la république, en 1970, la Gambie a eu trois dirigeants : le président Dawda Jawara, qui a gouverné le pays de 1970 à 1994 avant que Yahya Jammeh prenne le pouvoir lors d'un coup d’État en tant que jeune officier de l'armée. Le 1er décembre 2016, Adama Barrow gagne l'élection présidentielle mais le président sortant, Yahya Jammeh, ne reconnaît pas sa défaite. Une délégation de la CÉDÉAO (dont la Gambie est un État membre) a tenté de régler la situation pacifiquement, mais à l'issue de l'échec des négociations, le 19 janvier 2017, l'armée sénégalaise est intervenue en Gambie, à la suite du vote d'une résolution de l'Organisation des Nations unies (ONU). Le soir du 21 janvier 2017, Yahya Jammeh décide, sous la pression de l'ONU et des pays voisins, de quitter la Gambie, et de s'exiler en Guinée équatoriale. Cette décision permet désormais à Adama Barrow d'exercer le pouvoir.
Le 6 décembre 2021, Adama Barrow est réélu Président de la République de Gambie.
L'économie de la Gambie est dominée par l'agriculture, la pêche et le tourisme. Environ un tiers de la population vit sous le seuil international de pauvreté de 1,25 dollar par jour.

## Géographie
La Gambie est un pays quasiment enclavé dans le Sénégal avec lequel elle partage 749 km de frontière terrestre. Son territoire s’étend le long des 320 derniers kilomètres du cours du fleuve Gambie jusqu'à son embouchure, et de 20 à 50 km de part et d’autre des rives du cours d'eau. Son littoral donnant sur l'océan Atlantique s'étend sur 80 km, avec sa capitale Banjul qui se trouve à l'embouchure du fleuve Gambie. Le relief du pays est plat et ne s’élève jamais au-delà de 53 mètres au-dessus du niveau de la mer.
La situation d'enclave pose dès les origines la question du contrôle des frontières des deux empires français et britannique. La Gambie et son port, Banjul, sont un lieu de trafics commerciaux et de contrebandes, notamment des ressources naturelles de Casamance, mal reliée au reste du Sénégal.
Des conflits récurrents pour le contrôle des flux commerciaux alternent avec des tentatives de coopération avec, par exemple, une Confédération de Sénégambie, de 1982 à 1989. En 2016, la frontière avec la Gambie est bloquée durant trois mois par le Sénégal, perturbant le lien vers la Casamance,.

### Climat
La Gambie a un climat tropical, avec une saison chaude et pluvieuse (avec des précipitations de 900 à 1 400 mm, croissantes d’est en ouest), de juin à novembre, et une saison plus fraîche de décembre à mai avec moins de précipitations.
Ce climat est semblable à celui du Sénégal, du Mali et du Nord du Bénin.

### Environnement
- Zone riparienne
- Savane soudanienne occidentale

### Transports
En 2005 la Gambie possède 3 742 km de routes dont 723 km goudronnées, et 400 km de voies navigables.
Elle est dépourvue de réseau ferré.
L'aéroport de Banjul est le seul aéroport international du pays.

## Histoire

### Période pré-coloniale

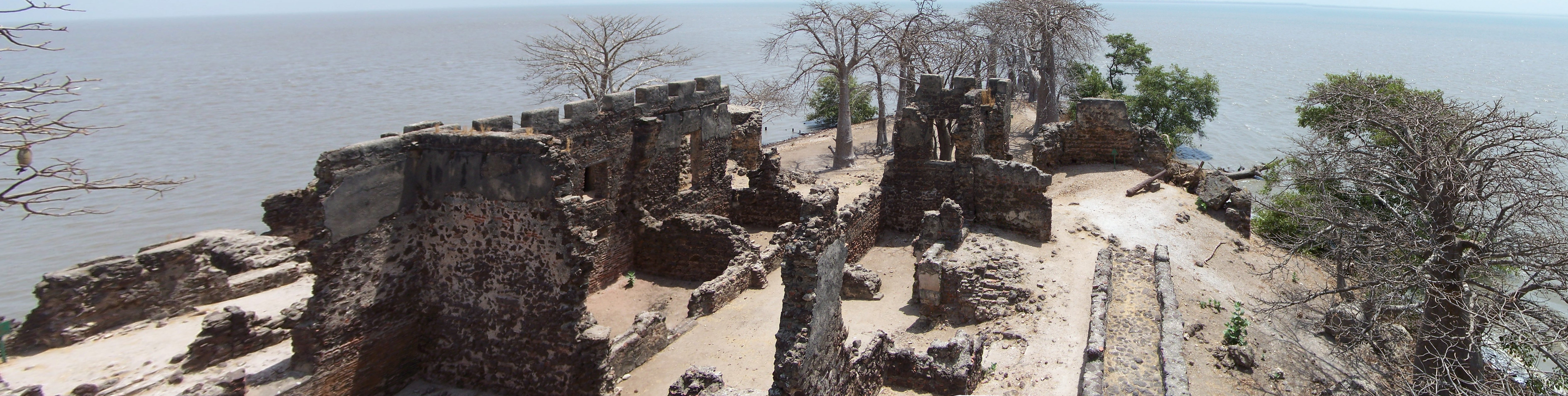
L'île James.

Les commerçants arabes donnent les premiers témoignages écrits de la région aux environs des IXe et Xe siècles. Au cours du Xe siècle, les marchands et savants musulmans établissent des communautés dans plusieurs centres commerciaux de l'Afrique de l'Ouest ; s'établissent alors des routes commerciales à travers le Sahara, entraînant un grand commerce d’exportation d'esclaves, d'or et d'ivoire et d'importation de produits manufacturés.
Vers le XIe ou le XIIe siècle, les dirigeants des royaumes tels que le Tekrour (une monarchie centrée sur le fleuve Sénégal, juste au nord), ancienne Ghana et Gao, sont convertis à l'islam. Au début du XIVe siècle, la Gambie fait partie de l'empire du Mali. Les Portugais atteignent la zone par la mer dans le milieu du XVe siècle, et commencent le commerce extérieur.
À son apogée, au XIVe siècle, l'empire du Mali s'étend jusqu'en Gambie.

### Colonisation européenne

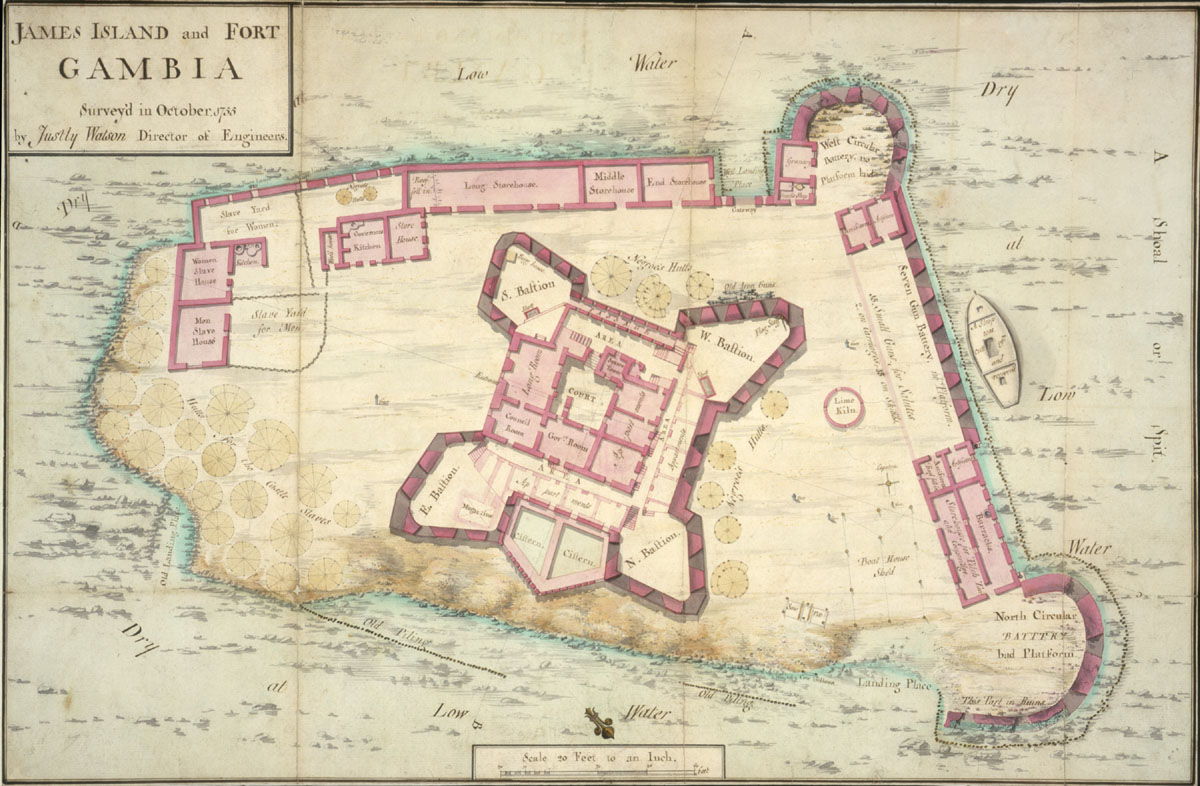
Carte de l'île James et de fort Gambie (1755).

En 1455, les Portugais installent des comptoirs le long du fleuve Gambie à partir desquels ils organisent la traite des Noirs. Le Portugal vend ses droits sur ces territoires au Royaume-Uni en 1588. En 1723, la Compagnie britannique d'Afrique achète de la terre en Gambie.
De 1651 à 1661, une partie de la Gambie, l'île de Saint Andrews, actuelle île James, constitue une colonie de la république des Deux Nations, polonaise et lituanienne, par le biais de son duché de Courlande. Pendant presque un siècle, l'embouchure du fleuve Gambie est disputée entre le duché de Courlande, fondateur du Fort James, et la Hollande. La Courlande était un duché vassal de la Pologne-Lituanie à l'époque, situé sur le territoire de l'actuelle Lituanie/ Lettonie et qui disposait d'une importante flotte commerciale. Malgré cela, les Britanniques prennent finalement le dessus.
Le Fort James sert de base commerciale et d'escale de traite pendant les siècles de l'esclavage et du commerce triangulaire en Atlantique, comme d'autres escales de la côte (Gorée, îles de Loos…). C'est la première et plus ancienne implantation pérenne des Européens en Gambie.
En 1723, la Compagnie britannique d'Afrique acquiert une série de terres autour du fleuve Gambie et les Britanniques s'établissent en Gambie lors de la « capture » du Sénégal en 1758. Les Français et les Anglais se disputent longuement le territoire. Le traité de Versailles de 1783 attribue la Gambie au Royaume-Uni, à l'exception de l'enclave d'Albreda (actuel North Bank). À partir du XVIIIe siècle, les Britanniques occupent ce petit territoire enclavé dans le Sénégal. Ils y abolissent la traite négrière en 1807, puis l'esclavage en 1833. En 1807, le Royaume-Uni supprime le commerce des esclaves partout dans son empire et donc en Gambie. Les bateaux négriers interceptés par l'escadre de l'Afrique occidentale de la Marine royale en Atlantique se rendent en Gambie, avec des esclaves libérés dans l'île MacCarthy loin en haut du fleuve Gambie où on s'est attendu à ce qu'ils aient établi de nouvelles bases de vie. Les  Britanniques  établissent en 1816 sur le continent, à l'embouchure du fleuve Gambie, le poste militaire de Bathurst, maintenant Banjul, actuelle capitale de la Gambie.

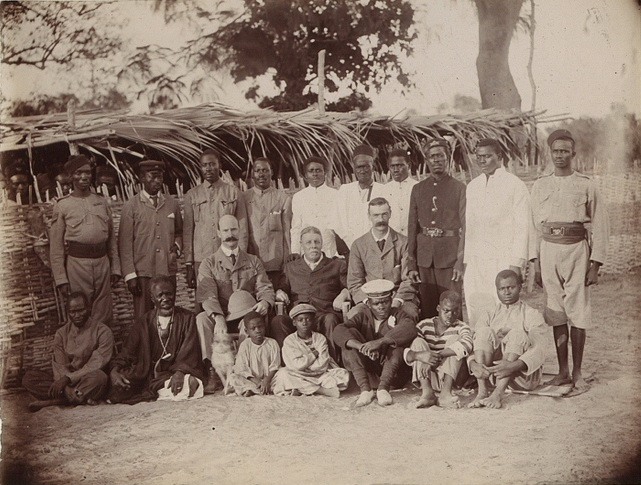
Le gouverneur britannique, (1901-1911), et son parti, en 1905.

Pendant la Révolution Française, entre 1793 et 1816, la Grande-Bretagne occupe les comptoirs français au Sénégal, dont Saint-Louis. En 1815, le traité de Vienne restitue les comptoirs français au Sénégal, et le retour effectif des Français intervient entre 1816 et 1817. En 1816, la colonie britannique de Gambie s'agrandit, en intégrant tout le fleuve Gambie, alors qu'avant, la colonie se constituait surtout autour de Bathurst et vers la côte.
Les Français occupent un petit poste pris aux Portugais et qui végétait sur la rive nord de la Gambie, Albreda. Celui-ci est finalement cédé au Royaume-Uni en 1856. À la suite d'un accord franco-britannique sur ses frontières en 1889, la Gambie devient officiellement un protectorat britannique en 1894.
Les frontières actuelles sont tracées en 1889 après plusieurs tentatives sans suite d'échange de la Gambie contre d'autres territoires français dans le golfe de Guinée. L'accord franco-britannique de 1889 permet de définir les frontières avec le futur Sénégal, y compris la Casamance prise par les Français aux Portugais. Le Royaume-Uni fait officiellement du pays un protectorat britannique en 1894.
Plus petite colonie de l'Empire britannique, la Gambie ne connaît aucun événement notable et reste un territoire marginal.
Au cours de la Seconde Guerre mondiale, la Gambie constitue une escale pour les vols de l'armée de l'air américaine et un port d'escale pour les convois des forces alliées. Fait anecdotique, le président américain Franklin Delano Roosevelt fait escale, en 1943, à Bathurst, capitale de la Gambie, avant de se rendre à la conférence de Casablanca, ce qui constitue la première visite d'un président américain en exercice sur le continent africain.

### La Gambie indépendante
La Gambie acquiert son indépendance le 18 février 1965 en qualité de royaume du Commonwealth. Un référendum sur le passage à une république est organisé dès le mois de novembre 1965, sans succès, et la Gambie reste une monarchie dans les premières années de son indépendance.
Le 24 avril 1970, à la suite d'un second référendum, la Gambie devient une république au sein du Commonwealth. Le Premier ministre Dawda Jawara assure les postes de président ainsi que de ministre des Affaires étrangères.
Le président Dawda Jawara est réélu cinq fois de suite. Le 29 juillet 1981, pendant que le président Jawara est en visite à Londres, a lieu une tentative de coup d'État. La Gambie connaît un affaiblissement de son économie et également des allégations de corruption des responsables politiques. Ce coup d'État est perpétré par le Conseil de la gauche révolutionnaire nationale, composé de socialistes et de révolutionnaires du Parti travailliste de Samba Sanyang Kukoi (PDS) et des éléments de la « Force de Campagne » (une force paramilitaire qui a constitué l'essentiel des forces armées du pays). Le président Jawara demanda immédiatement l'aide militaire du Sénégal qui déploie 400 hommes de troupe en Gambie le 31 juillet. Le 6 août, quelque 2 700 soldats sénégalais sont déployés et vainquent les forces rebelles. Entre 500 et 800 personnes sont tuées lors de ce coup d'État.
De 1982 à 1989, la Gambie est unie au Sénégal dans une éphémère confédération de Sénégambie.
En 1994, les Armed Forces Provisional Ruling Council (en) (AFPRC) font tomber le gouvernement Jawara et interdisent toutes activités politiques d'opposition. Le lieutenant Yahya Jammeh, président de l'AFPRC, devient le chef d'État de la Gambie et sera président durant 22 ans. L'AFPRC annonce un plan de transition pour le retour à un gouvernement civil démocratique. La commission électorale indépendante provisoire (PIEC) est créée en 1996 pour organiser des élections nationales. Le PIEC est transformé par la commission électorale indépendante (CEI) en 1997 et devient responsable de l'enregistrement des électeurs et la conduite des élections et des référendums.
Vers la fin de l'an 2001 et au début 2002, la Gambie termine un cycle complet d'élections présidentielles, législatives et locales, que les observateurs étrangers jugent libres, justes et transparentes, malgré quelques lacunes. Réélu, le président Yahya Jammeh, installé le 21 décembre 2001, conserve un pouvoir obtenu à l'origine par un coup d'État. Son parti, l'Alliance patriotique pour la réorientation et la construction (APRC), conserve une large majorité à l'Assemblée nationale, en particulier après que la principale force d'opposition Parti démocratique unifié (UDP) a boycotté les élections législatives.
Alors qu'elle en est membre depuis 1965, la Gambie, par la voix de son ministre de l'Intérieur, annonce le 2 octobre 2013 son retrait du Commonwealth. Le pays refuse les injonctions du Royaume-Uni au sujet des droits de l'homme alors que le régime du président Yahya Jammeh se fait plus autoritaire et accuse l'organisation d'être néo-coloniale,.
L'élection présidentielle de décembre 2016 voit Adama Barrow, candidat de l'opposition, remporter la victoire sur le président sortant dont le mandat court jusqu'au 18 janvier 2017. Le 19 janvier 2017, Adama Barrow prête serment dans l'ambassade gambienne à Dakar au Sénégal, après le refus du président sortant de céder le pouvoir. Le même jour, l'armée sénégalaise entre en Gambie, forte d'une résolution de l'ONU,. Le 20 janvier 2017, Jammeh accepte de quitter le pouvoir, et part en exil le lendemain soir pour Conakry (Guinée), avant de rejoindre la Guinée équatoriale.
Le 8 février 2018, la Gambie adhère à nouveau au Commonwealth.

## Politique

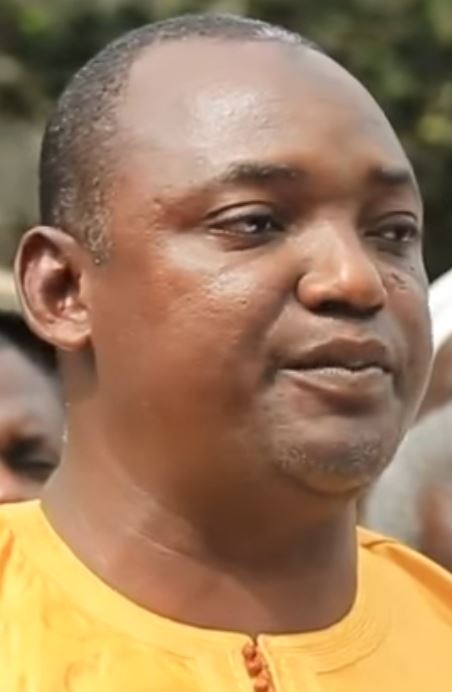
Adama Barrow, président de la République de Gambie depuis le 19 janvier 2017.

### Organisation des pouvoirs
La Gambie est une république multipartite à régime présidentiel, où le président exerce à la fois les charges de chef de l'État et de chef du gouvernement. Le pouvoir exécutif est aux mains du gouvernement tandis que le pouvoir législatif est partagé entre le gouvernement et l'Assemblée nationale. La constitution en vigueur a été approuvée en 1996.
L'Assemblée nationale est constituée de 53 sièges.
Le 12 décembre 2015, le président Yahya Jammeh déclare que son pays est désormais un « État islamique », ce que conteste un responsable de l'opposition qui qualifie cette décision d'« inconstitutionnelle », la séparation de l'Église et de l'État étant inscrite dans la Constitution. La minorité chrétienne du pays est estimée à 8 %. L'administration impose aux femmes fonctionnaires de se voiler : « Tout le personnel féminin au sein du gouvernement, des ministères, des départements et des agences gouvernementaux n’est plus autorisé à montrer ses cheveux pendant les heures de travail officielles à compter du 31 décembre 2015. Le personnel féminin est appelé à se couvrir les cheveux et à les attacher. » Le 28 janvier 2017, le nouveau président, Adama Barrow, annule le changement de forme longue.

### Tendances politiques et élections
Le premier président de la république de Gambie est Dawda Jawara, à partir de 1970 lorsque le pays devient une République, succédant ainsi à la reine du Royaume-Uni Élisabeth II.
Yahya Jammeh est au pouvoir à partir du coup d'État du 23 juillet 1994. Il est ensuite élu au suffrage universel le 27 septembre 1996 puis réélu le 18 octobre 2001, le 22 septembre 2006 et le 24 novembre 2011. Son parti, l'Alliance patriotique pour la réorientation et la construction, domine la vie politique locale sans être pour autant parti unique de manière officielle.
En 2016, Adama Barrow est élu président de la République. En raison du refus de Yahya Jammeh de céder le pouvoir, la CÉDÉAO intervient en Gambie et Adama Barrow devient président le 19 janvier 2017.
Adama Barrow est réélu président de la République le 5 décembre 2021.

### Administration territoriale

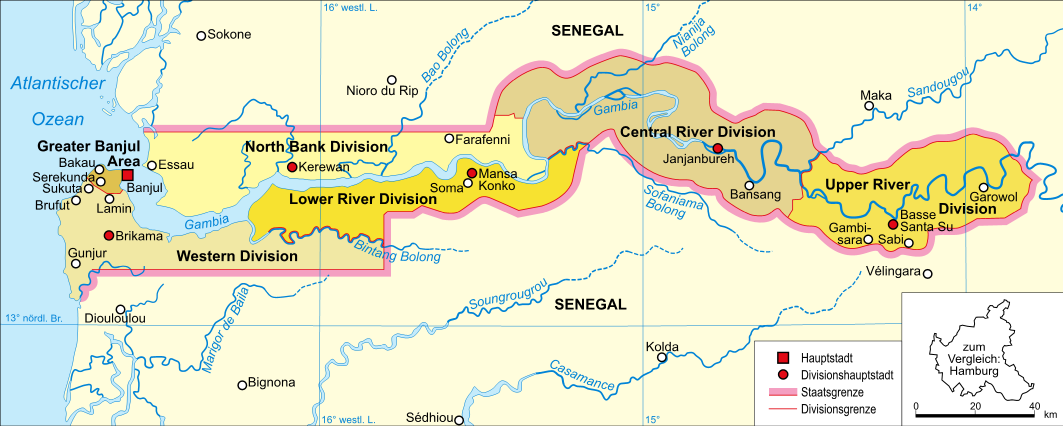
Régions administratives de la Gambie

La Gambie est subdivisée en six régions qui sont d'ouest en est :
- Greater Banjul Division, autour de la capitale Banjul ;
- Western Coast ;
- North Bank ;
- Lower River ;
- Central River ;
- Upper River.

### Politique étrangère
En 2013, la Gambie avait annoncé son retrait du Commonwealth, en dénonçant une « institution néo-coloniale ». « Le gouvernement a décidé que la Gambie ne sera jamais membre d'une institution néo-coloniale et ne fera jamais partie d'une institution représentant une extension du colonialisme », avait déclaré le gouvernement de Banjul.
Le 8 février 2018, la Gambie adhère à nouveau au Commonwealth.

## Économie

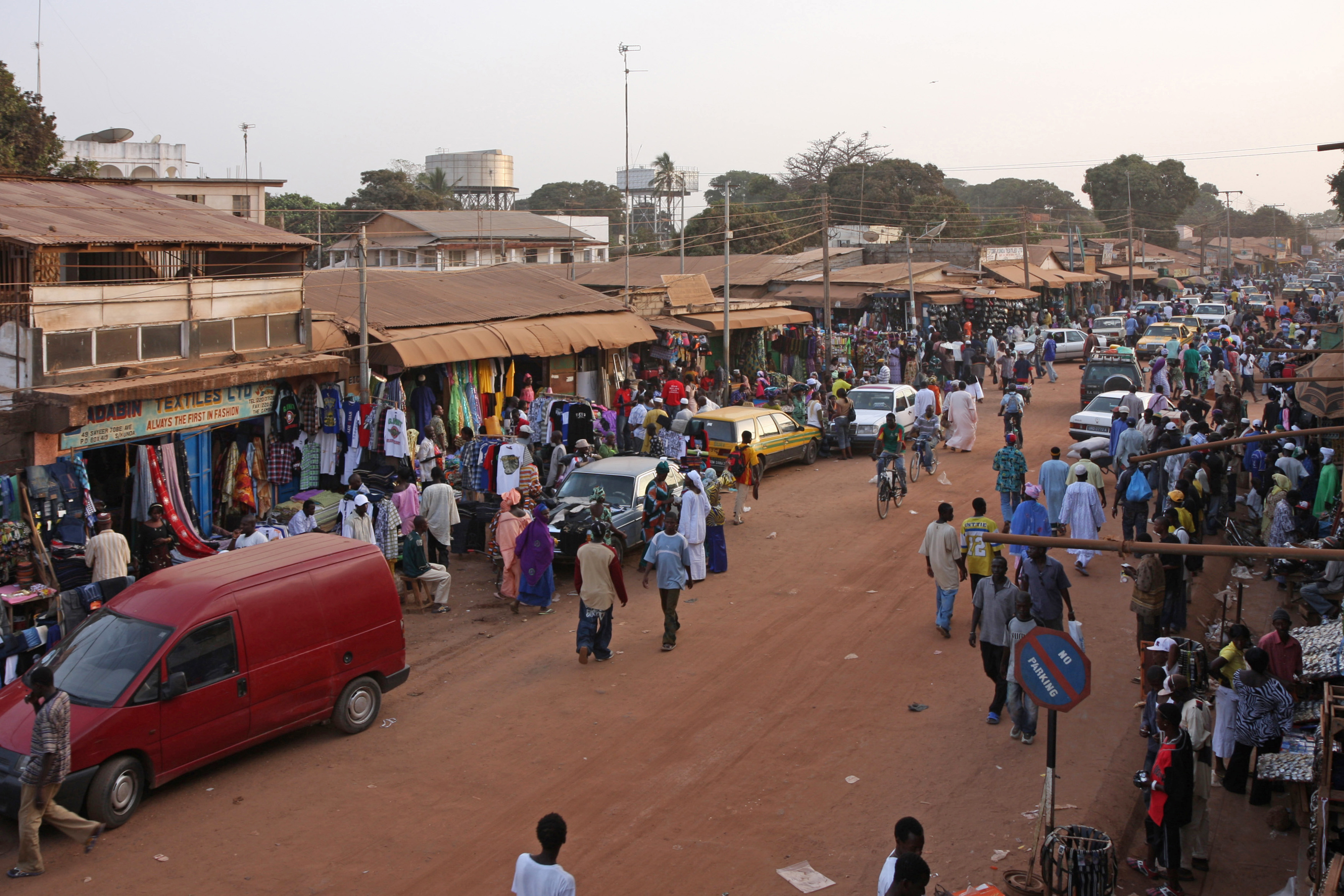
Le marché de Serrekunda.
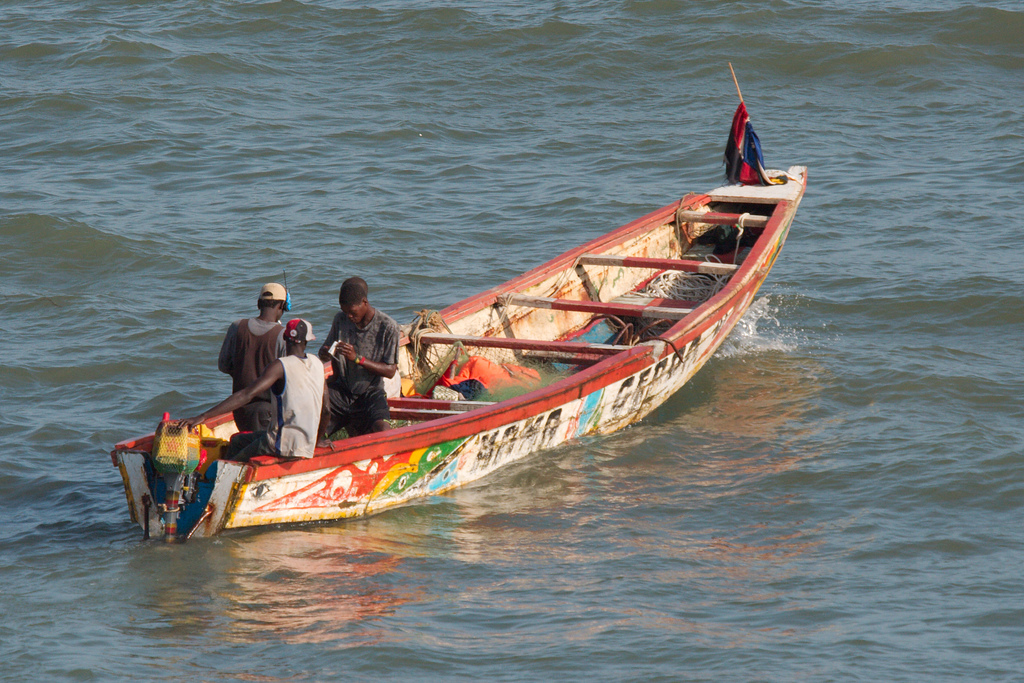
Pirogues de pêche aux couleurs vives, communes à Bakau.

Selon l'Index of Economic Freedom, l'économie de la Gambie est parmi les moins libérales du monde,. Elle est classée 123e en 2020 et donc très en dessous de la moyenne mondiale. Le droit de propriété est en pratique peu respecté, malgré une légère amélioration. La corruption reste très importante.

## Population

### Démographie

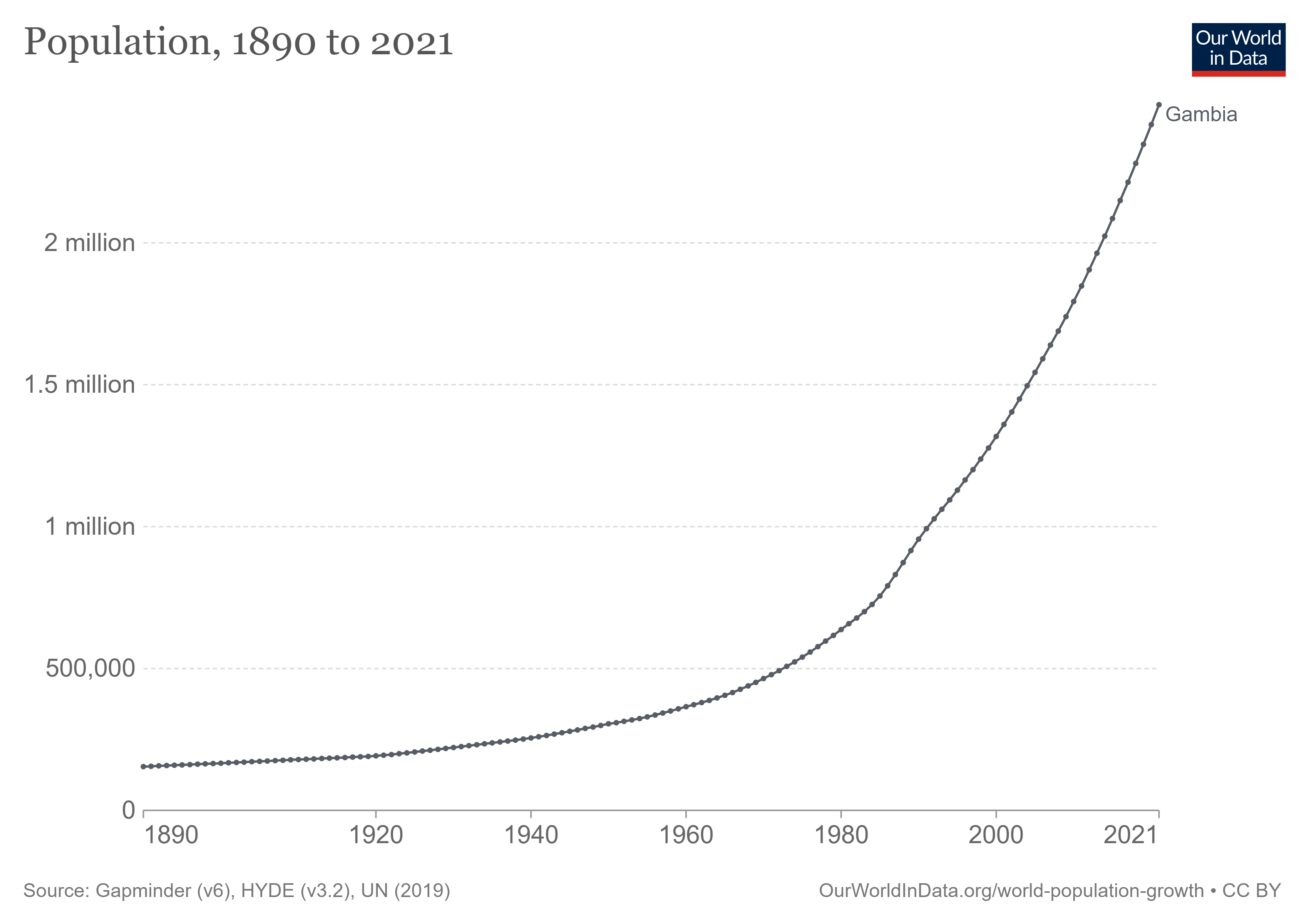
Évolution de la démographie entre 1890 et 2021.

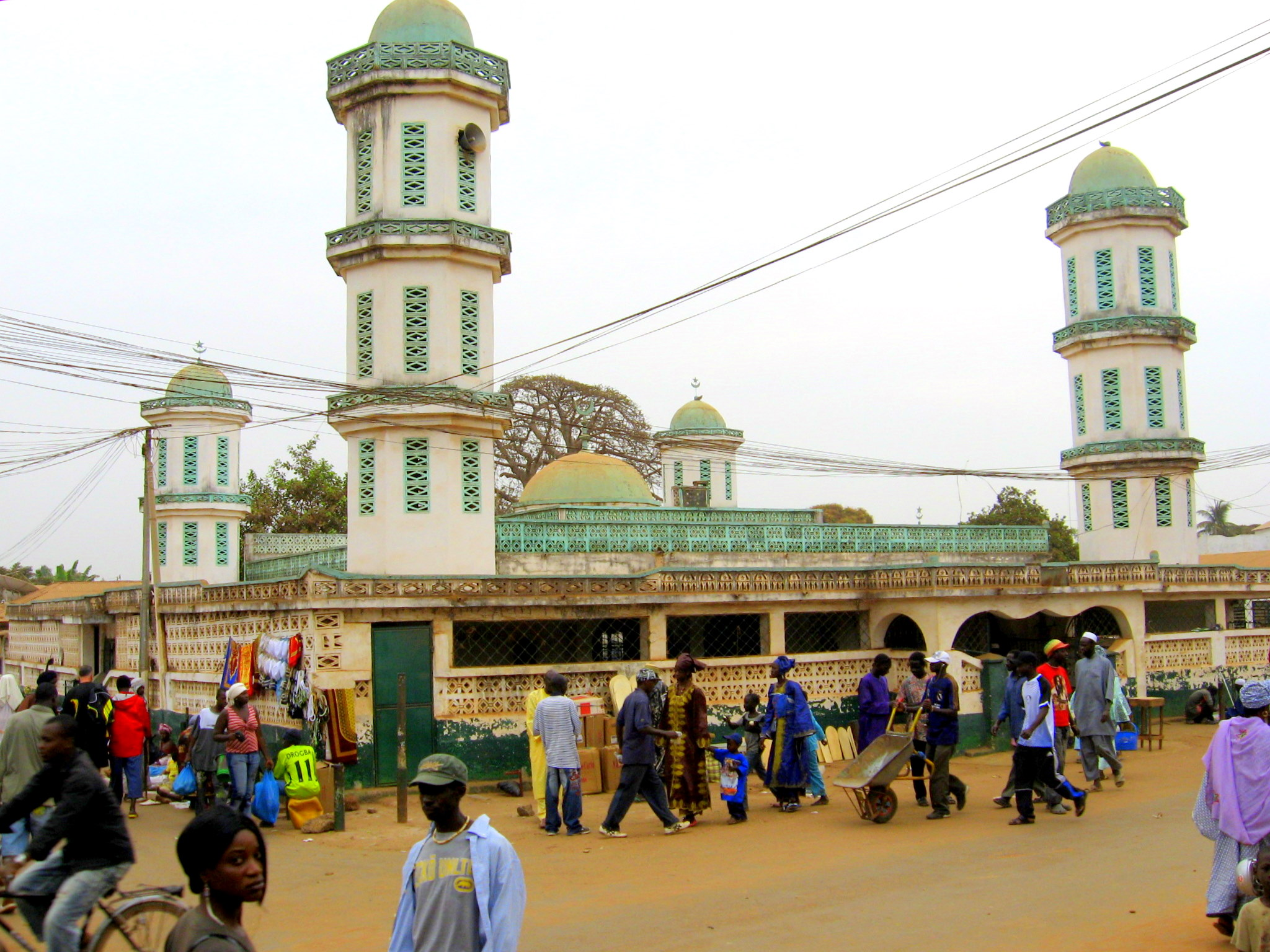
Mosquée à Serrekunda.

La population de la Gambie est estimée à 1,96 million d'habitants en 2015. La croissance démographique annuelle est de 2,2 % et le taux d’urbanisation est de 57 %. En 2013, elle est composée à 39,2 % de personnes de 0 à 14 ans, à 57,6 % de personnes de 15 à 64 ans et de 3,2 % de personnes de 65 ans ou plus. Sa densité humaine est de 167 hab./km2.
En 2013, son taux de croissance de la population est 2,3 %. En 2015, le taux de natalité estimé est de 30,86 ‰, le taux de mortalité de 7,15 ‰, le taux de mortalité infantile de 63,9 ‰, le taux de fécondité de 3,73 enfants/femme et le taux de migration de 2,12 ‰.
L'espérance de vie des hommes est de 62,27 ans et celle des femmes de 67 ans.

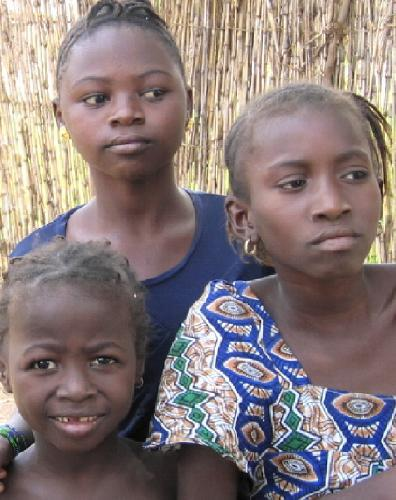
Jeunes Gambiennes.

Environ 90 % de la population est musulmane et 8 % chrétienne. Entre 1 et 2 % est animiste (extrême Est du pays).

### Langues
L'anglais est la langue officielle de la Gambie,,, son usage est donc répandu. Les autres langues pratiquées sont le mandingue, le wolof, le peul, le soninké, le sérère, le Diola, le Manjaque et d'autres langues vernaculaires. En raison de la situation géographique du pays, la connaissance du français (la langue officielle du Sénégal qui entoure le pays) est relativement répandue. Le pays est membre observateur de l'Organisation internationale de la francophonie depuis 2018.

### Ethnies
Plusieurs groupes ethniques vivent en Gambie, chacun conservant sa propre langue et ses traditions. L'ethnie des Malinkés (mandingues) est la plus influente, suivie par les Fulas, Wolofs, Diolas, Serahules, Sérères, Manjaques et les Bianunkas. Les gens de Krio, connus localement sous le nom d'Akus, constituent l'une des plus petites minorités ethniques en Gambie. Ils sont les descendants du peuple créole de la Sierra Leone et sont traditionnellement concentrés dans la capitale.
Il y a environ 3 500 résidents non-africains, dont des Européens et des familles d'origine libanaise, syrienne et arménienne (environ 0,23 % de la population totale). Une grande partie de la minorité européenne était britannique et a quitté le pays après l'indépendance. Le pays compte environ 5 000 métis, issus d'unions entre des noirs Africains et Européens , qui sont souvent considérés comme des Créoles, et qui sont majoritairement Chrétiens. Depuis une période récente, des Chinois sont présents dans le pays, et travaillent surtout dans les secteurs du commerce, et du BTP (bâtiments et travaux publics).

### Éducation

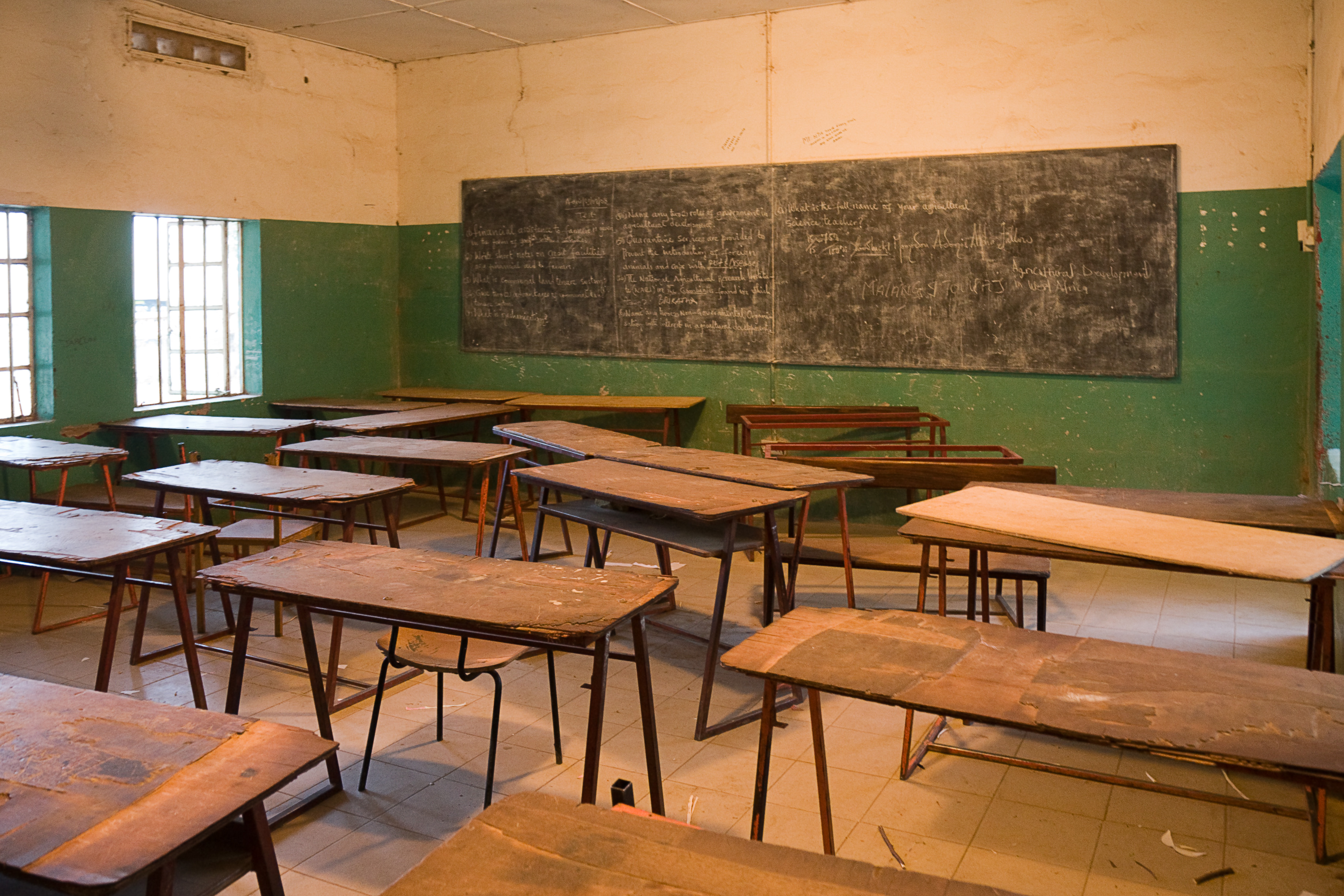
Salle de classe au lycée d'Armitage.

L'éducation primaire est gratuite et obligatoire en Gambie. Le manque de ressources et d'infrastructures éducative rend sa mise en œuvre difficile. En 1995, le taux brut de scolarisation primaire était de 77,1 % et le taux net de scolarisation primaire était de 64,7 %. Les frais de scolarité ont longtemps empêché de nombreux enfants de fréquenter l'école, mais en février 1998, le président Jammeh a rendu l'école primaire gratuite. Les filles représentent environ 52 % des élèves des écoles primaires. Le chiffre peut être inférieur pour les filles dans les zones rurales, où la pauvreté et les facteurs culturels empêchent les parents d'envoyer les filles à l'école. Environ 20 % des enfants d'âge scolaire fréquentent des écoles coraniques.

### Religion
La Gambie fut proclamé État islamique le 13 décembre 2015 par le président Yahya Jammeh. Cette décision est annulée le 28 janvier 2017 par le nouveau président Adama Barrow.
Selon le Pew Research Center, en 2010, 95,1 % des habitants de la Gambie sont musulmans et 4,5 % sont chrétiens (3% de catholiques et 1,5 % de protestants).

## Culture
Bien que la Gambie soit le plus petit pays de l’Afrique continentale, sa culture est diverse. Ses frontières nationales décrivent une bande étroite de chaque côte du fleuve Gambie, un cours d'eau qui joue un rôle vital dans le destin de la nation et est connu localement et simplement comme « la rivière ». Sans barrières naturelles, la Gambie est la maison de la plupart des groupes ethniques qui sont présents dans toute l'Afrique de l'Ouest, en particulier ceux du Sénégal. Les Européens figurent également en bonne place dans l'histoire de la Gambie car le fleuve Gambie est navigable profondément dans le continent, une particularité géographique qui fait de ce secteur l'un des sites les plus favorables pour la traite des esclaves du XVe au XVIIIe siècle. La traite est interdite en 1807, puis l'esclavage aboli en 1815,  par les britanniques.
Une partie de cette histoire a été popularisée par le roman Racines d'Alex Haley et par la série télévisée qui a suivi, récit dont le début se déroule en Gambie.

### Cuisine
La cuisine de la Gambie est principalement composée de pâte d'arachide, de riz, de mil, de poisson, d'oignons, de tomates, de manioc, de mangues, d'huîtres du fleuve Gambie récoltées par les femmes.

### Musique
La musique de la Gambie est étroitement liée avec la musique du Sénégal, qui entoure ses frontières intérieures. Elle fusionne la musique occidentale populaire et la danse, avec « sabar », les tambours et la danse traditionnelle des Wolofs et des Sérères.
On y compte un nombre important de dynasties de griots malinkés, les hommes (jalikeolu) jouant de la musique avec la kora, tandis que le chant est de préférence assuré par les femmes (jalimusoolu), dont l'instrument privilégié est le neo, une tige en fer à percussion. La famille Susso est un des exemples de ces dynasties, avec un oncle paternel, Bamba Susso très célèbre, un neveu, Papa Susso qui a fait carrière aux États-Unis, sa sœur, Gai Sakiliba qui après avoir appris auprès de sa mère et de son père, a continué après leur mort son apprentissage auprès de sa tante, Silami Sakiliba, elle aussi très estimée.